# 1968

## Події
- травень — «студентська революція» в Парижі.
- 5 червня — застрелений Роберт Кеннеді.
- 20 серпня — вторгнення військ СРСР та країн Варшавського Пакту в Чехословаччину задля придушення лібералізації чехословацького суспільства.
- 8 серпня — у Києві відкритий Інститут культури.
- 20 жовтня — На Олімпійських іграх в Мехіко перемогу в стрибках у висоту з результатом 2 метри 24 сантиметри здобув американець Дік Фосбері, котрий продемонстрував новий спосіб подолання висоти — спиною до планки.
- Заснована Компанія Intel
- 5 листопада — на Хрещатику здійснив акт самоспалення Василь Макух[1].
- у Іспанії скасовано закон (1492) про вигнання євреїв[2].
- При Гарвардському університеті відкрито Український науковий інститут з ініціативи Омеляна Прицака.
- 9 грудня — Дуглас Енгельбарт вперше продемострував роботу комп'ютерної миші, яка в режимі реального часу керувала курсором на екрані монітора.
- 20 грудня — Болгарська православна церква перейшла на Новоюліанський календар.

### Відкриття
- в центральній частині Тихого океану підводної гори Карпинського (СРСР; експедиція на «Витязі»).
- в західній частині Тихого океану екваторіальної підповерхневої протитечії (СРСР; експедиція на «О. І. Воєйкові»).

## Народились
див. також Категорія:Народились 1968
- 2 січня — Куба Гудінг-молодший, американський актор
- 22 січня — Франк Лебеф, французький футболіст
- 23 січня — Петр Корда, чеський тенісист
- 24 січня — Мері Лу Реттон, американська гімнастка
- 12 лютого — Джош Бролін, американський актор кіно і телебачення.
- 29 лютого — Потапенко Володимир Дмитрович, український колекціонер-ніковіліст
- 2 березня — Даніел Крейґ, англійський актор. З 2006 року знімається в ролі Джеймса Бонда.
- 9 березня — Юрій Джоркаєфф, французький футболіст
- 15 березня — Сабріна Салерно, італійська поп-співачка
- 30 березня — Селін Діон, канадська співачка
- 3 квітня — Себастьян Бах (Б'єрк), американський рок-співак, вокаліст гурту Skid Row
- 6 квітня — Іван Гецко, український футболіст
- 8 квітня — Патрісія Аркетт, американська акторка
- 19 квітня — Мсваті III, король Свазіленду (з 1986 р.)
- 19 квітня — Ешлі Джад, американська акторка
- 21 квітня — Вірастюк Роман, український спортсмен, штовхальник ядра.
- 1 травня — Дарсі_Рецкі, рокмузикант (Smashing Pumpkins)
- 10 травня — Ерік Палладіно, актор
- 16 травня — Ральф Тресван, співак
- 28 травня — Міноуґ Кайлі (Kylie Minogue), австралійська поп-співачка, акторка
- 29 травня — Блейз Бейлі, вокаліст англійської рок-гурту Iron Maiden
- 1 червня — Джейсон Шон Донован, австралійський поп-співак, кіноактор
- 13 червня — Деніз Пірсон, співачка
- 14 червня — Ясмін Бліт, акторка
- 26 червня — Паоло Мальдіні, італійський футболіст
- 15 липня — Стен Кірш, актор
- 16 липня — Ларрі Сенгер, американський викладач філософії, один із засновників Вікіпедії, засновник Citizendium.
- 20 липня — Роберт Родрігес, американський кінорежисер
- 23 липня — Стефані Сеймур, американська акторка, супермодель
- 24 липня — Лора Лейтон (Міллер), американська акторка
- 30 липня — Террі Крюс, американський актор, колишній професійний гравець в американський футбол, захисник, учасник Національної футбольної ліги.
- 2 серпня — Штефан Еффенберг, німецький футболіст
- 5 серпня — Марін Ле Пен, французький політик
- 5 серпня — Олег Лужний, український футболіст
- 9 серпня — Джилліан Андерсон, канадська акторка
- 20 серпня — Костянтин Грубич, український журналіст, телеведучий.
- 2 вересня — Сальма Хаєк, американська акторка
- 7 вересня — Марсель Десайї, французький футболіст
- 10 вересня — Гай Річі, британський кінорежисер, актор
- 14 вересня — Самая-Т, українська поп-співачка
- 25 вересня — Вілл Сміт, американський реп-музикант, актор.
- 26 вересня — Джеймс Кевізел, американський кіноактор
- 28 вересня — Керрі Отіс, американська модель, акторка
- 28 вересня — Міка Хаккінен, фінський автогонщик, «Формула 1»
- 2 жовтня — Яна Новотна, чеська тенісистка
- 7 жовтня — Том Йорк, вокаліст британської гурту Radiohead
- 8 жовтня — Звонімір Бобан, хорватський футболіст
- 10 жовтня — Білоконь Інна, сучасна акторка.
- 12 жовтня — Г'ю Джекман, австралійський теле- і кіноактор.
- 15 жовтня — Дідьє Дешам, французький футболіст
- 15 жовтня — Юе Лінг, тайванська акторка
- 31 жовтня — Ванілла Айс, американський реппер
- 7 листопада — Тягнибок Олег, український політик
- 18 листопада — Оуен Вілсон, американський актор, сценарист та продюсер.
- 29 листопада — Джонатан Решлі Найт, американський співак
- 3 грудня - Брендан Фрейзер, американський актор канадського походження.
- 23 грудня — Карла Бруні, французька співачка
- 28 грудня — Іван Андрусяк, український поет і дитячий письменник.

## Померли
Див. також Категорія:Померли 1968
- 27 березня —  Гагарін Юрій, загинув.
- 15 червня — Вес Монтґомері, американський джазовий гітарист.
- 14 липня — Костянтин Паустовський, російський письменник.
- 3 серпня  — Рокоссовський Костянтин Костянтинович, радянський і польський полководець. Маршал Радянського Союзу, Маршал Польщі, двічі Герой Радянського Союзу.
- 19 жовтня — Кисельов Леонід Володимирович, український поет.

## Нобелівська премія
- з фізики: Луїс Волтер Альварес — «За винятковий внесок у фізику елементарних часток, зокрема за відкриття великого числа резонансів, що стало можливим завдяки розробленій ним техніці з використанням водневої бульбашкової камери й оригінальному аналізу даних»
- з хімії: Ларс Онсагер — «За відкриття співвідношень взаємності в незворотних процесах, названих його ім'ям, які мають принципово важливе значення для термодинаміки незворотних процесів»
- з медицини та фізіології: Роберт Вільям Голлі, Гар Ґобінд Хорана та Маршалл Воррен Ніренберг — За розшифрування генетичного коду і його ролі в синтезі білків
- з літератури: Кавабата Ясунарі
- премія миру: Рене Кассен — «В ознаменування 20-х роковин ухвалення Декларації прав людини»